# Club de livres
Un club de livres est une société commerciale qui vend des livres par correspondance et sur abonnement. Dans cette forme de diffusion, les adhérents du club reçoivent périodiquement à domicile des propositions d'achat de titres ayant fait l'objet d'éditions particulières par des entreprises spécialisées. Il s'agit soit de sociétés qui négocient avec les éditeurs la publication d'ouvrages de leur catalogue dans la présentation « club », soit de filiales de maisons d'édition qui y trouvent un moyen de diversifier leur offre.

## Historique

### En France
Née aux États-Unis sous le nom de « book club », la formule du club de livres s'implante en France à la Libération avec le célèbre Club français du livre qui a de nombreux imitateurs comme le Club du meilleur livre ou le Club des libraires de France, lancé par les éditeurs en place afin d'offrir une alternative et de conserver la mainmise sur le marché éditorial face à cette nouvelle concurrence.
La notion de « club de livres », ne renvoyant pas à une formule éditoriale et commerciale stable et distincte, s'est constituée en référence au Club français du livre, qui mène, de 1946 à la fin des années 1960, une politique originale, fondée sur la vente par correspondance et la fidélisation directe d'une clientèle d'abonnés. Récupérée et détournée par les éditeurs traditionnels dès les années 1950, la notion n'a plus dès lors désigné qu'une vague communauté à laquelle le consommateur s'associait par son achat, quel que soit le mode ou l'objet de son acquisition. Le « livre-club » ne tenait plus alors sa singularité du processus éditorial dont il résultait, mais de ce que son acquisition constituait un acte de ralliement symbolique à un groupe d'amateurs.
C'est dans le sillage de la politique de développement d'une culture populaire de masse initiée par le ministre de la culture André Malraux dans les années 1960 avec la création des maisons des jeunes et de la culture que le concept de « club de livres » prend tout son sens et connaît son apogée.
Au cours des années 1960, les grandes sociétés de vente directe de livres, françaises et multinationales, s'emparent de cette appellation pour fidéliser leur nouvelle clientèle.
Enfin, à partir des années 1970, profitant de l'incapacité des éditeurs traditionnels à assumer efficacement la vente directe de leur fonds et bénéficiant des progrès du marketing direct, Le Grand Livre du mois et France Loisirs prennent à leur charge la réédition complémentaire de succès de librairie vendus à leur clientèle d'adhérents.

#### Clubs français
- La Bibliothèque des chefs-d'œuvre (éditions Au sans pareil[2])
- La Bibliothèque des introuvables
- Cercle du bibliophile
- Cercle européen du livre[3] ( plusieurs collections)
- Cercle du livre précieux[4]
- Cercle du nouveau livre (éditions Tallandier)
- Club des amis du livre progressiste
- Club des Classiques[5],[6] (éditions Rombaldi)
- Club des éditeurs[7],[8]
- Club du beau livre de France[9]
- Club français du livre
- Club de l'honnête homme[10]
- Club du livre d'anticipation
- Club du livre d'histoire[11]
- Les Compagnons du livre[12]
- Club du livre du mois
- Club du livre policier. Les Classiques du roman policier[13]
- Club du livre sélectionné
- Club du meilleur livre
- Club des libraires de France
- Le Grand Livre du mois
- Livre Club Diderot
- France Loisirs
- Éditions François Beauval
- Jean de Bonnot[14],[15]
- Livre club du libraire (1956-1966)[16]
- Michel de L'Ormeraie[17]
- Nouveau Club de la femme[18] (éditions Rombaldi)
- Sélection des Amis du Livre[19]
- Sélection du Livre (éditions du Reader’s Digest)

### À l'étranger
Parmi les maisons d'édition qui ont créé des clubs de livres, on peut citer, en Allemagne, le groupe Bertelsmann qui fut, aussi, à l'origine du club France Loisirs en France.
En Allemagne, à la suite de la réforme monétaire de 1948, une crise des ventes toucha l’économie du livre, laquelle plongea aussi Bertelsmann dans une grave crise. C’est dans ce contexte que fut créé le club de lecture Bertelsmann Lesering, ou Club Bertelsmann, en 1950 afin de relancer les ventes. Les clients achetaient alors les livres par abonnement en échange de prix plus avantageux. L’activité commerciale s’éloigna de l’édition pour se porter de plus en plus sur la vente de livres ce qui se révélera décisif pour la croissance future, et cela durant plus de soixante ans.

#### Quelques clubs
- Allemagne
  - Allgemeiner Verein für Deutsche Literatur, Berlin, fondé en 1873
  - Volksverband der Bücherfreunde, Berlin, fondé en 1919
  - Büchergilde Gutenberg[25], Francfort-sur-le-Main, fondé en 1924 à Leipzig
  - Bonner Buchgemeinde, Bonn, fondé en 1924
  - Der Bücherkreis, Berlin, fondé en 1924, interdit en 1933
  - Deutsche Buch-Gemeinschaft, Darmstadt, fondé en 1924 à Berlin
  - Universum Bücherei für alle, Berlin, fondé en 1926, arrêt en 1939
  - Wissenschaftliche Buchgesellschaft[26], Darmstadt, fondé en 1949
  - Le Club Bertelsmann[27], Rheda-Wiedenbrück, fondé en 1950, fermé en 2014[28],[24]
  - Fackel-Buchklub, Stuttgart, fondé en 1950
  - Herder-Buchgemeinde, Freiburg, fondé en 1952
  - Buchclub 65[29], Leipzig (RDA), fondé en 1965, arrêt en 1990
- Autriche
  - Buchgemeinschaft Donauland[30], Vienne, fondé en 1950
  - Buchklub der Jugend[31], Vienne, fondé en 1948
- Belgique
  - Club international du livre, Bruxelles
- Espagne
  - Círculo de Lectores[32], Barcelone, fondé en 1962
  - Cercle de Lectors[33], Barcelone (division catalane de l'espagnol Círculo de Lectores)
- Finlande
  - Grand club du livre finlandais
- Grande-Bretagne
  - Left Book Club, London, fondé en 1936, dissout en 1948
- Italie
  - Euroclub[34], Brescia, fondé en 1975 par Mondolibri
- Norvège
  - Cercle norvégien du livre, Oslo, fondé en 1961
- Portugal
  - Círculo de Leitores[35], Lisbonne, fondé en 1971
- Suisse
  - Buchclub Ex-Libris, Zurich, fondé en 1947
  - La Guilde du Livre, Lausanne, fondée en 1936

## Principes économiques
Le marketing joue un rôle essentiel dans la recherche d'adhérents aimant la lecture ou ayant le goût de la collection. Pour cela, les ouvrages du « club » sont, à l'origine, proposés dans une présentation recherchée (reliure et jaquette, signet, mise en page et typographies soignées, maquette originale).
La publicité, l'établissement mais aussi l'achat de listes de prospects, les tris raisonnés de listes d'adresses jouent (ou jouaient) un grand rôle dans cette activité éditoriale où la fidélisation est déterminante. Un nombre minimum d'achats est prévu, par exemple 2 volumes par trimestre, la livraison se fait par voie postale et il est établi un système de liaison entre le club et les adhérents par circulaires ou bulletins.
Périodiquement l'adhérent reçoit un catalogue-revue et il commande ses livres au moyen d'un coupon avec son paiement. Le club lui adresse ensuite sa commande par voie postale. Internet a révolutionné ce mode de diffusion du livre.